# 근디스트로피
근디스트로피(muscular dystrophy, MD) 또는 근이영양증(筋異營養症)은 운동기를 약화시키고 운동 능력을 방해하는 근육병증이다. 근육퇴행위축이라고도 한다. 점진적으로 골격근이 약화되고, 근육 단백질이 결핍되며, 근육 세포와 조직이 괴사된다는 특징이 있다.

## 병인
이 증상을 나타내는 환자의 2/3는 유전자 검사에서 X염색체 상에 이상이 발견되나, 나머지 1/3은 정상 유전자를 갖고 있어 절대적인 유전적 질병이라고 말하기는 어렵다. 정상 유전자를 가지고 있는 사람도 일부 세포에 돌연변이(점 돌연변이)가 발생하여 발병하는 것으로 추정된다. 유전적인 세부원인에 대하여는 현대의학 연구자들은 유전자를 변경하거나 조작하여(스키핑) 치료하는 방법을 꾸준히 연구하여 왔으나, 아직 치료법이 나오지 아니하였고, 동양의학 관점에서는 유전적 요인을 포함한 여러 요인에 의하여 오장육부 장기 전체 또는 다수가 제 기능을 하지 못하여 발생하는 것으로 보고 장부의 허실을 조절하는 치료를 하여 증상을 개선하는 효과를 나타내고 있다. 자연의학에서는 근육의 생성에 도움이 되는 여러 가지 영양성분을 보충하고, 운동과 마사지를 병행하여 증상을 개선시키는 방안을 제시하여 일부 효과를 얻고 있으나 전체적으로는 근육소실을 멈추거나 회복시키는 결과를 얻는 것은 매우 드물다.

### 종류
| 종류                                                              | OMIM           | 유전자      |
| ----------------------------------------------------------------- | -------------- | ----------- |
| 베커 근디스트로피(Becker muscular dystrophy)                      | 300376         | DMD         |
| 선천성 근디스트로피(Congenital muscular dystrophy)                | 동의 유전자    | 동의 유전자 |
| 뒤셴 근디스트로피(Duchenne muscular dystrophy)                    | 310200         | DMD         |
| 말초 근디스트로피(Distal muscular dystrophy)                      | 254130         | DYSF        |
| 에머리 드라이푸스 근디스트로피(Emery–Dreifuss muscular dystrophy) | 310300, 181350 | EMD, LMNA   |
| 얼굴어깨위팔근디스트로피(Facioscapulohumeral muscular dystrophy)  | 158900         | DUX4        |
| 사지대근디스트로피(Limb-girdle muscular dystrophy)                | 동의 유전자    | 동의 유전자 |
| 근긴장디스트로피(Myotonic muscular dystrophy)                     | 160900, 602668 | DMPK, ZNF9  |
| 눈인두 디스트로피(Oculopharyngeal muscular dystrophy)             | 164300         | PABPN1      |

## 같이 보기
- 근비대